# Hemipholis microdiscus
Hemipholis microdiscus är en ormstjärneart som beskrevs av Duncan 1879. Hemipholis microdiscus ingår i släktet Hemipholis och familjen bandormstjärnor. Inga underarter finns listade i Catalogue of Life.